# Hans Koch
Hans Koch (16 de agosto de 1893 - 24 de abril de 1945) fue un abogado alemán, miembro de la Iglesia Confesante y miembro de la resistencia alemana contra el nazismo.
Koch nació en Bartenstein, Prusia Oriental (actual Bartoszyce, Polonia), se graduó en Derecho por la Universidad de Königsberg. En 1923, empezó a trabajar en el Ministerio de Comercio Prusiano y después como comisario del estado en la bolsa de Berlín. En 1927, abrió su propio bufete de abogados. En 1937, ayudó en la absolución del pastor Martin Niemöller.
Durante la II Guerra Mundial, desarrolló contactos con Claus von Stauffenberg y los conspiradores del complot del 20 de julio, incluyendo a Carl Goerdeler. En este complot, una vez los nazis fueran derrotados, estaba previsto que Koch se convirtiera en juez presidente del Reichsgericht, el más alto tribunal en el Reich alemán. Pero el complot fracasó y Koch dio refugio a uno de los conspiradores. Un informador lo denunció y Koch y su familia fueron arrestados. Fue asesinado extrajudicialmente en Berlín por un sonderkommando del SS-Reichssicherheitshauptamt el 24 de abril de 1945.